# Marian Buczyński (1921–1944)

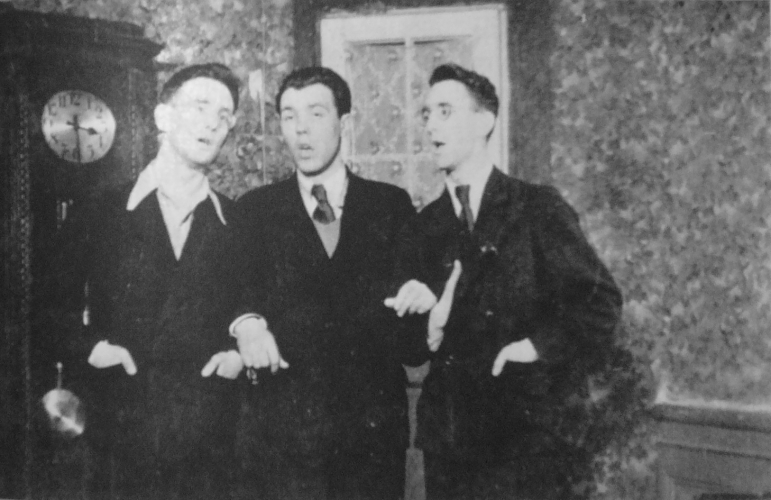
Marian Buczyński (z prawej) z bratem bliźniakiem Zdzisławem Buczyńskim ps. Seta (z lewej) oraz Władysławem Reflingiem ps. Kruk w pokoju Józefa Szczepańskiego ps. Ziutek

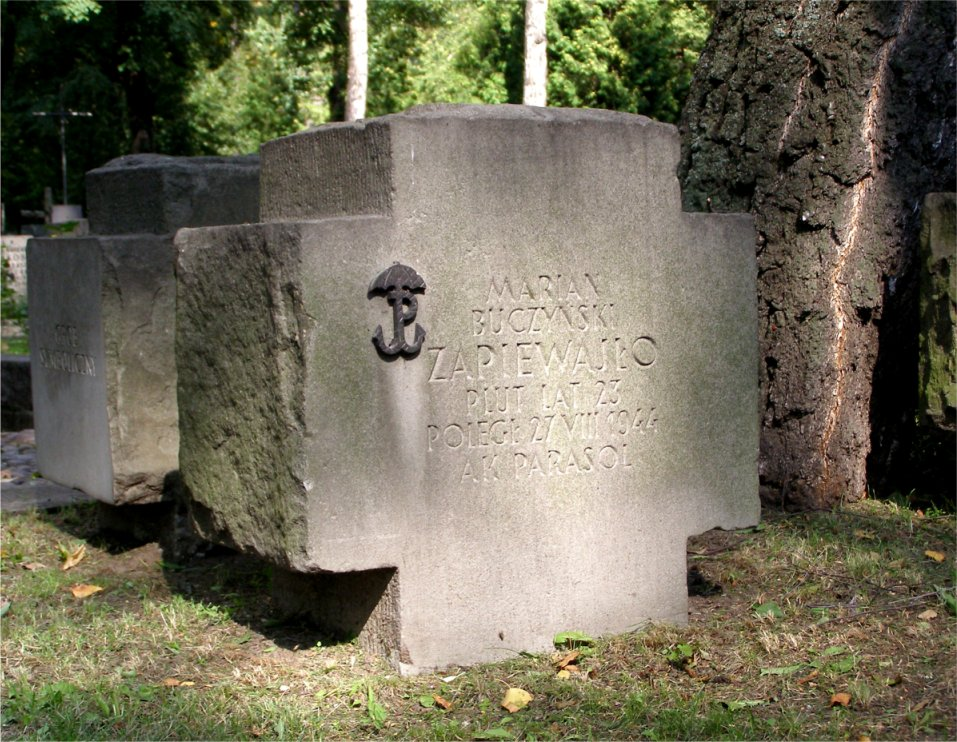
Grób Mariana Buczyńskiego na Cmentarzu Wojskowym

Marian Buczyński ps. „Zapiewajło”, „Bliźniak” (ur. 11 września 1921 w Warszawie, zm. 27 sierpnia 1944 tamże) – plutonowy, powstaniec warszawski, żołnierz 1 plutonu batalionu „Parasol” Armii Krajowej.
Podczas okupacji hitlerowskiej w szeregach konspiracji. 7 września 1943 uczestnik specjalnej operacji bojowej o kryptonimie „Bürkl” (zamach na SS-Oberscharführera Franza Bürkla – zastępcę komendanta więzienia na Pawiaku).
Uczestnik powstania warszawskiego – poległ 27 sierpnia w obronie Pałacu Krasińskich. Miał 22 lata. Został pochowany w kwaterach żołnierzy i sanitariuszek batalionu „Parasol” na Wojskowych Powązkach w Warszawie (kwatera 24A-8-12).